# 親衛隊第14師
党卫队第14武装掷弹兵师（加利西亚第1师）（德語：14. Waffen-Grenadier-Division der SS (galizische Nr. 1)）是第二次世界大战期间纳粹德国一个主要由加利西亚乌克兰族志愿者组成的党卫军部队，组建于1943年，后期还有斯洛伐克人和捷克人加入。第14师在1944年的利沃夫-桑多梅日攻势中首次参战，并由于实力悬殊而被几乎全歼，改编后又曾参与在斯洛伐克、南斯拉夫和奥地利镇压反德游击队的行动。
1945年3月17日，第14师在德国的名称魏玛改名乌克兰国民军第1师（虽然没有证据证明其正式改编），隶属纳粹傀儡政府“乌克兰国家委员会”麾下，两个月后總共有9000人逃入奧地利向西方盟国（主要是向英军）投降。在波兰第2军的统帅瓦迪斯瓦夫·安德斯和梵蒂冈教皇庇护十二世的游说庇护下，第14师的约8000名官兵没有被引渡给苏联受审，而是被英国政府批准可以定居英国和加拿大。
由于柏林方面长期质疑乌克兰人的种族性质和忠诚，该师被命名为「加利西亚師」，而非“乌克兰师”，这是因为認為加利西亚人長期作為奧地利的臣民，較廣義上的烏克蘭人「是一個更文明、更可靠的族群」，该师成员也只选用加利西亚乌克兰人。该师的征召计划於1943年4月公佈，並在乌克兰民族主义组织中造成了分裂，梅尔尼克温和派表示了对加利西亚师的支持，班德拉激进派的高层则表示反对加利西亚师。
尽管乌克兰于2015年宣布禁止极权主义宣传，加利西亚师却没有包含在内，少数乌克兰人为加利西亚师举行纪念活动，引起国内外的广泛争议。否认加利西亚师标志为纳粹符号的人认为党卫军标志均来自于当地文化，符号内容本就是乌克兰文化的一部分，而乌克兰总统泽连斯基则于2021年表示反对纪念加利西亚师的活动。2022年12月，乌克兰最高法院正式裁定“加利西亚”师的标志不代表纳粹主义，理由是关于加利西亚师绝大部分战争罪行的证据不足以及纽伦堡审判未对加利西亚师定罪。。
2023年9月，前第14师老兵雅羅斯拉夫·洪卡在加拿大下議院议长安东尼·罗塔的邀请下参与欢迎乌克兰总统弗拉基米尔·泽连斯基到访的活动，席间洪卡被罗塔高调赞赏是“二战期间为乌克兰独立与俄国人战斗”的“乌克兰英雄和加拿大英雄”并接受包括总理贾斯汀·特鲁多在内的所有议员的起立致敬。但随后媒体和犹太人组织就揭发了洪卡的身份引发舆论哗然，事件不但使得议长罗塔被迫辞职、特鲁多代表整个加拿大政府道歉，甚至上升成了外交争议。